# Pierre Couneson
Pierre Marie Joseph Antoine Noël Severin Couneson (Jette, 5 september 1899 - Bergen, 25 september 1978) was een Belgisch advocaat en volksvertegenwoordiger.

## Levensloop
Couneson studeerde aan de UCL en promoveerde tot doctor in de rechten (1922). Hij werkte tijdens zijn studentenjaren mee aan de redactie van het officieel studentenblad in Leuven, L’Avant-Garde. Na zijn studie vestigde hij zich als advocaat in Bergen. Van 1936 tot 1969 was hij plaatsvervangend rechter. Hij werd ook stafhouder van de balie in Bergen.
In maart-april 1943 was hij een van de twintig notabelen van Bergen die als gijzelaars in de vesting van Hoei werden opgesloten.
In 1949 werd hij verkozen tot PSC-volksvertegenwoordiger voor het arrondissement Bergen. Bij de volgende wetgevende verkiezingen in 1950 werd hij niet meer herkozen. Hij was eerder in 1946 tot gemeenteraadslid van Bergen verkozen en in 1964 werd hij daar eerste schepen.
Couneson was een groot boekenliefhebber en liet een belangrijke bibliotheek na, die een jaar na zijn dood geveild werd.